# Gyrodactylus brevis
Gyrodactylus brevis är en plattmaskart. Gyrodactylus brevis ingår i släktet Gyrodactylus och familjen Gyrodactylidae. Inga underarter finns listade i Catalogue of Life.